# Avana
L'avana est un cépage italien de raisins noirs.

## Origine et répartition géographique
On le trouve principalement au nord de l'Italie. Il serait originaire de la région de Pignerol entre Pinerolo et la Val de Suse, mais pourrait également être originaire de Savoie, dont le Piémont faisait partie à l'époque,.
Il est classé cépage d'appoint en DOC Pinerolese Ramie et Valsusa. Il est classé recommandé en province de Turin dans la région du Piémont. En 1998, il couvrait 69 ha.
On le retrouve également en Savoie depuis le XVIIe siècle, sous le nom de « hibou noir », identifié comme similaire après des études ADN.

## Caractères ampélographiques
- Extrémité du jeune rameau duveteux blanc à liseré rosé.
- Jeunes feuilles aranéeuses.
- Feuilles adultes, à 3 lobes avec des sinus supérieurs ouverts mais à peine marqués, un sinus pétiolaire en U, des dents ogivales, moyennes, un limbe glabre.

## Aptitudes culturales
La maturité est de troisième époque: 30 jours après le chasselas.

## Potentiel technologique
Les grappes et les baies sont de taille moyenne. La grappe est cylindrique et légèrement ailée. Le cépage est de vigueur moyenne et de production peu abondante. Surtout destiné à la cuve, il est employé parfois comme raisin de table.

## Synonymes
L'avana est aussi connu sous les noms de,:
- alvana di susa
- avanà
- avana de Susa
- avana di Susa
- avana nero
- avanale
- avanas
- avanato
- avané
- avena
- avenai
- bibou
- davana
- guibou
- havana
- hibou
- hibou noir
- hibou rouge
- hivernais
- hyvernais
- luisant
- palofrais
- polafrais
- polofrais
- pometre
- promeche
- promere
- raisin cerise
- ribou
- vermaglio